# Blatnica
Blatnica je obec na Slovensku v okrese Martin na západním okraji pohoří Velká Fatra. Žije v ní přibližně 1 100 obyvatel. Ve vsi stojí kaštel z poloviny 17. století a klasicistní evangelický kostel z roku 1786. Součástí obce je dnes také osada Sebeslavce.

## Historie
První písemná zmínka o vesnici pochází z roku 1230.

## Přírodní poměry
Vesnice stojí v nadmořské výšce 429 metrů a její správní území měří 86,19 km². U vsi ústí Blatnická a Gaderská dolina. U jihozápadní hranice území leží chráněný areál Mošovské aleje. Na jižních svazích horského masivu Ostredok leží přírodní rezervace Pralesy  Slovenska – Ostredok.

## Pamětihodnosti
- Zřícenina hradu Blatnica
- Soubor domů a hospodářských staveb lidové architektury
- Evangelický kostel
- Zvonice
- Pomník padlým ve slovenském národním povstání
- Chata na Škape
- Eneolitické sídliště v jeskyni Na vyhni
- Hradiště Plešovica
- Kurie
- Kaštely rodů Leonhardů a Révaiů
- Hřbitovní kostel svatého Ondřeje

## Osobnosti
- Matúš Dula (1846–1926), politik
- Maša Haľamová (1908–1995), básnířka